# Густафссон, София
Софи́я Кристи́на Мари́я Гу́стафссон (швед. Sofia Kristina Maria Gustafsson; род. 22 декабря 1990) — шведская кёрлингистка.
В составе смешанной парной сборной Швеции участник чемпионата мира 2009 (заняли седьмое место). Чемпион Швеции среди смешанных пар.

## Достижения
- Чемпионат Швеции по кёрлингу среди смешанных пар: золото (2009).

## Команды
| Сезон                          | Четвёртый        | Третий             | Второй          | Первый        | Запасной                                                     | Турниры                         |
| ------------------------------ | ---------------- | ------------------ | --------------- | ------------- | ------------------------------------------------------------ | ------------------------------- |
| 2011—12                        | София Густафссон | Anna Gustafsson    | Johanna Jonsson | Moa Soderberg |                                                              |                                 |
| 2015—16                        | Towe Lundman     | Юханна Хельдин     | Anna Gustafsson | Elina Backman | София Густафссон тренеры: Mattias Åkerberg, Nils-Erik Heldin | ЧШЖ 2016 (5 место)              |
| Кёрлинг среди смешанных команд |                  |                    |                 |               |                                                              |                                 |
| 2015—16                        | София Густафссон | Magnus Heldin      | Anna Gustafsson | Olle Risby    |                                                              | ЧШСК 2016 (13 место)            |
| Кёрлинг среди смешанных пар    |                  |                    |                 |               |                                                              |                                 |
| 2008—09                        | София Густафссон | Андреас Прюц       |                 |               |                                                              | ЧШСП 2009 · ЧМСП 2009 (7 место) |
| 2013—14                        | София Густафссон | Kenneth Gustafsson |                 |               |                                                              | ЧШСП 2014 (13 место)            |

(скипы выделены полужирным шрифтом)